# Doddanaikanahalli, Malur
Doddanaikanahalli là một làng thuộc tehsil Malur, huyện Kolar, bang Karnataka, Ấn Độ.